# 加藤博敏
加藤 博敏（かとう ひろとし、1958年2月28日 - ）は、日本の実業家。株式会社ピーエイ創業者で、同社代表取締役社長。

## 人物・来歴
福島県福島市生まれ。1980年福島大学経済学部卒業、株式会社資生堂入社。1986年有限会社ピーエイ設立、同社代表取締役社長就任。1990年株式会社ピーエイに改組。2000年株式会社ピーエイを東証マザーズに上場。2015年株式会社ピーエイを東証二部に上場。一般社団法人ふくしまチャレンジはじめっぺ代表理事、ふくしま復興塾塾長、一般財団法人産業人材支援機構代表理事、福島大学応援大使なども務める。